# Jamboree
Se llama jamboree a un gran campamento o reunión de scouts. Esta denominación fue escogida por el mismo Baden-Powell. Un jamboree puede ser nacional, internacional o mundial. Los jamborees mundiales atraen a gran cantidad de Scouts de todo el mundo y suelen tener lugar cada cuatro años. Los jamborees nacionales, internacionales y continentales se suceden a lo largo del mundo con una frecuencia variable. En estos casos también se pueden usar otras palabras, dependiendo de los organizadores, como Eurojam, Camporee o Jamborette.

## Origen
En el año 1920, la Primera Guerra Mundial aún está fresca en la memoria de los países. Es en esas condiciones que ocho mil scouts de 34 naciones de todo el mundo se reúnen en Olympia, Londres. Se trata del primer jamboree mundial, y con él se hace realidad su sueño de paz: el encuentro de todos los pueblos en la cordialidad de la amistad.

En la última noche del primer jamboree, el 7 de agosto, Baden-Powell es proclamado Jefe Scout Mundial, primera y única persona en el Movimiento que ha llevado ese título.
El siguiente jamboree fue realizado en Copenhague, Dinamarca en 1924 y convocó a 4549 scouts. Durante el evento, este jamboree fue denominado Bademester (Baño Maestro en danés) debido al gran aguacero que se presentó durante toda una noche.
El tercer jamboree se hizo en Arrow Park, Inglaterra. Convocó a 50 000 scouts de 69 países. Coincidió con la mayoría de edad del Movimiento Scout (21 años), tomando como iniciación el campamento en la isla de Brownsea, en agosto de 1907. En este jamboree, Baden Powell es nombrado Barón del Imperio británico siendo su título Lord Baden-Powell of Gilwell, en razón del campo de adiestramiento situado en dicha localidad.

Varias tradiciones empezaron en este jamboree, como el soplido del Cuerno Kudú para dar por iniciado el evento (lo hizo por primera vez en el campamento en la isla Brownsea), la primera promesa scout, las flechas doradas como símbolo de paz y buena voluntad.
Luego sucedería el cuarto jamboree en Hungría (1933) y por fin, el último al que acudiría BP, el quinto realizado en Hungría en agosto de 1937. Baden-Powell contaba con ochenta años y muchas arrugas pero con su sonrisa más luminosa que nunca dijo a sus muchachos: 

Estoy muy contento de ver que vosotros, Scouts venidos de todas partes del mundo, habéis aprovechado bien la oportunidad de hacerse amigos. Después de todo, este es el principal objeto del jamboree: establecer amistad entre muchachos de países distintos con un propósito. Nos han llamado una cruzada de muchachos, los Cruzados de la Paz, y ésta, creo yo, que es la más ajustada definición de nuestra fraternidad. La juventud de todas las naciones, representadas en este jamboree se han unido y dedicado juntas a esta cruzada de la amistad y de la buena voluntad
Baden Powell

El sexto jamboree, el "Jamboree de la Paz", realizado en Francia, después de la Segunda Guerra Mundial, en 1947, fue el primero tras el fallecimiento de Baden-Powell. 
Sin embargo los encuentros no se interrumpieron sino que fortalecieron aún más los lazos de amistad internacional: 7.º en Austria (1951); 8.º en Canadá (1956); 9.º en Inglaterra (1957); 10.º en Filipinas (1959); 11.º en Grecia (1963).
El 12.º jamboree (1967), realizado en Idaho, EE. UU., fue el primer jamboree al cual asiste una delegación oficial de scouts de la Argentina (60 miembros). Asistieron 11.852 scouts de 89 países. 
Los últimos Jamborees: 13.º en Japón (1971); 14.º en Noruega (1975); 15.º en Canadá (1983); 16.º en Australia (1988); 17.º en Corea del Sur (1991); 18.º en Holanda (1995), el 19.º en Chile (1999) el 20.º en Tailandia (2003), el 21.º el "Jamboree del Centenario" en Inglaterra (2007), el 22.º en Suecia (2011), y por último el 23.º en Japón (2015).
El 24.º jamboree mundial se realizó entre el 22 de julio al 2 de agosto de 2019 en Virginia Occidental, Estados Unidos, siendo organizado por primera vez por tres asociaciones scout nacionales: Scouts de Canadá, Asociación de Scouts de México y los Boy Scouts of America.

## Jamborees Internacionales
- Jamboree Scout Mundial
- Jamboree Scout Mundial de Sordos
- Jamboree Scout Mundial en el Aire (JOTA)
- Jamboree Scout Mundial en Internet (JOTI)
- Jamboree Scout Europeo o EuroJam
- Jamboree Scout Panamericano
- Jamboree Scout Africano
- Jamboree Scout Árabe
- Jamboree Scout Centroamericano
- Jamboree Scout Interamericano